# Ein Fall für zwei: Alte Pistolen
Alte Pistolen ist der Titel der elften Episode der Krimiserie Ein Fall für zwei mit Günter Strack und Claus Theo Gärtner in den Hauptrollen.
Privatdetektiv Matula gelingt in dieser Folge, Rechtsanwalt Dr. Renz davon zu überzeugen, dass dessen bei ihm Hilfe suchende Klientin eine Straftäterin ist.

## Handlung
Bei einer Vernissage lernt Dr. Renz die Antiquarin Helen Riemann kennen. Da beide nicht kunstinteressiert sind, verabreden sie sich zum Abendessen und fahren auf dem Weg dorthin in ihren Autos hintereinander her. An Helens Wagen löst sich während der Fahrt ein Rad. Verzweifelt behauptet sie, dass dies das Resultat eines Anschlags auf sie sei. Sie lädt Dr. Renz zu sich nach Hause ein, wo ihr Ehemann Paul eine Sammlung historischer Waffen aufbewahrt. Es handelt sich bei ihm um einen verschuldeten Spieler, von dem sie zwar getrennt lebt, jedoch nach wie vor mit ihm zusammenarbeitet. Als dieser unerwartet eintrifft, reagiert er eifersüchtig und verschwindet umgehend wieder. Helen bittet Dr. Renz, sie als Anwalt bei ihrer Scheidung zu unterstützen. In der Ehe besteht Gütergemeinschaft und der Ehemann lehnt die Scheidung bislang ab. Sie behauptet, dass er für verschiedene Sabotagen verantwortlich sei, die ihr während der vergangenen Wochen zuteilwurden. Beweise kann sie dafür jedoch nicht vorlegen.
Matula unterstützt Helen daraufhin auf Initiative von Dr. Renz als angebliche Aushilfskraft in ihrem Antiquariat. Er fungiert als Beschützer und Beobachter in ihrem Alltag. Prompt erwischt er Paul Riemann bei einem versuchten Diebstahl. Als er zu einem späteren Zeitpunkt mit ihm zusammenarbeitet, stellt er fest, dass Riemann zwar durchaus kompetent ist, jedoch mit Tricks versucht, an größere Mengen Bargeld zu gelangen. Als Riemann am Abend heimlich Geld entwendet, verfolgt ihn Matula und ertappt ihn bei illegalem Glücksspiel. Als er später aufgrund von unbeglichenen Schulden verprügelt wird, hilft ihm Matula und gewinnt sein Vertrauen. Es gelingt Matula, ihn davon zu überzeugen, das Geld zurückzubringen.
Gegenüber Dr. Renz äußert Matula den Verdacht, dass dieser sich von Helen Riemann habe täuschen lassen. Er vermutet, dass diese die angeblichen Attacken gegen sich selbst arrangiert. Im Rahmen einer abendlichen Feier, zu der sowohl Matula als auch Renz eingeladen sind, provoziert Helen ihren Ehemann, der schließlich in Rage eine seiner ungeladenen Schusswaffen nutzt. Matula offenbart schließlich, dass er Helen zuvor beim Laden der Waffe beobachtet habe. Er hat die Munition daraufhin sicherheitshalber wieder entfernt. Helen habe all dies getan und inszeniert, um ihren Mann irgendwie loszuwerden, was diese letztlich zugibt.

## Hintergrund

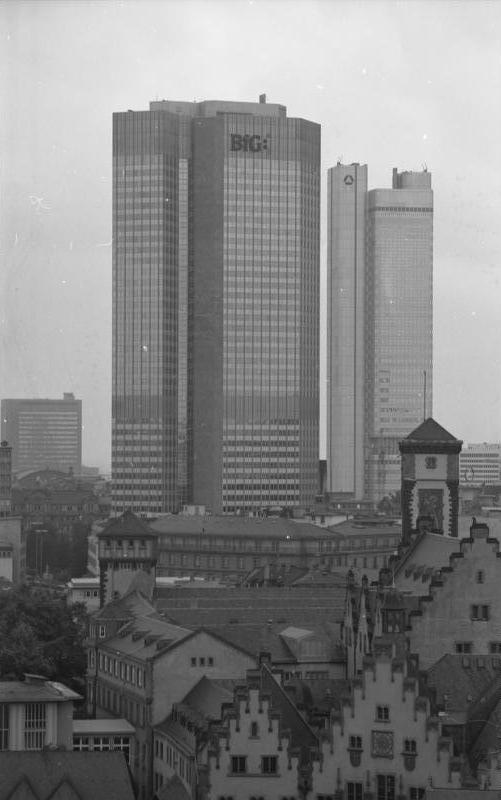
BfG-Hochhaus und Silberturm in den 1980er-Jahren

Die Episode wurde überwiegend im Rhein-Main-Gebiet gedreht. Die Kulisse der Kanzlei von Dr. Renz befand sich im Hotel InterContinental Frankfurt. 
Während eines winterlichen Spaziergangs am südlichen Mainufer sind im Hintergrund unter anderem die damals bereits bestehenden Gebäude Silberturm und BfG-Hochhaus zu sehen.